# ماتیو ولفگانگ استالپر

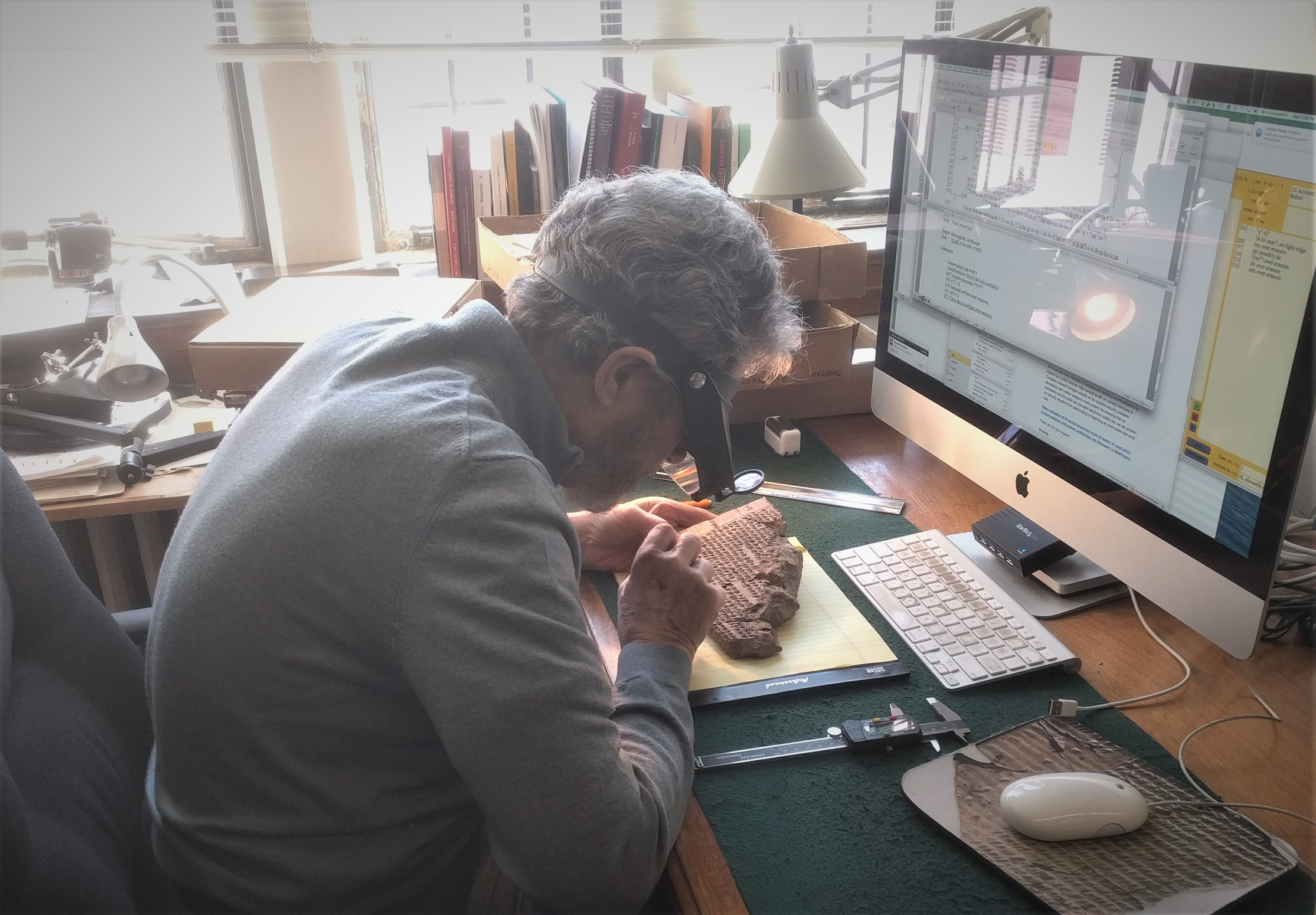
استولپر در دفتر کارش در مؤسسۀ خاورشناسی

ماتیو ولفگانگ استالپر (به انگلیسی: Matthew Wolfgang Stolper) استاد آشورشناسی و استاد شرق‌شناسی مؤسسه خاورشناسی دانشگاه شیکاگو است. او لیسانسش را در سال ۱۹۶۵ از دانشگاه هاروارد و فوق لیسانسش را در ۱۹۶۷ از دانشگاه میشیگان و دکترایش را در ۱۹۷۴ از دانشگاه میشیگان گرفت. فعالیت موردعلاقه او قبلاً متمرکز بر متون حقوقی بابلی بود، ولی فعالیت اخیر او شامل کار بر روی پروژه بایگانی باروی تخت جمشید است. او به همراه گروهی از دانشجویان مشغول‌به‌کار در این مؤسسه، در حال حاضر مشغول به مستندسازی، عکاسی، نقشه‌برداری، بازخوانی و تفسیر بایگانی باروی تخت جمشید هستند. این مجموعه شامل متون اداری هخامنشیان است که از تخت جمشید به دست آمده و بیشتر به زبان ایلامی نوشته شده‌اند (البته چند مورد به یونانی و یک عدد نیز احتمالاً به فارسی باستان یافت شده‌است).
از او آثار پرشماری منتشر شده‌است، از جمله: The šaknu of Nippur, بایگانی Kasr, شواهد بابلی مربوط به پایان حکومت داریوش اول: یک تصحیح، یادداشتی بر اسامی خاص یهویستی در متون موراشو، یک اجاره‌نامه هخامنشی متاخر از کلکسیون ریچ، حکمران بابل و آنسوی رود در ۴۸۶ پ.م.. از انتشارات او در رابطه با زبان ایلامی می‌توان به این موارد اشاره کرد: متونی از تل ملیان: متون اداری ایلام (۱۹۷۴–۱۹۷۲)، ایلام: بررسی تاریخ سیاسی و باستان‌شناسی، کارآفرینان و حکومت: بایگانی موراشو، بنگاه موراشو و حکومت پارس در بابل.
پروفسور استولپر از استادان فعال دانشگاه شیکاگو به‌شمار می‌رود که برای فعالیت‌های خارج از درس و بذله گویی نیز شهرت دارد. یکی از دانشجویان او می‌گوید که وی در شروع یکی از کلاس‌های آموزش زبان اکدی از آسان بودن آن گفته‌است:
«تنها چند سال طول می‌کشد که زبان اکدی را یاد بگیرید و امتحان آن را با موفقیت بگذرانید. گرفتن مدرک ادبیات فرانسه بسیار بیشتر طول می‌کشد، پس مشخص است که زبان اکدی از فرانسه آسان‌تر است. کاتبان آن کتیبه‌ها طول عمر کوتاهی داشته‌اند پس نباید آموختن زبان اکدی زیاد طول بکشد. خواندن یک روزنامه به زبان انگلیسی ۱۰۰ مرتبه از خواندن یک کتیبهٔ خط میخی پیچیده‌تر است.»
دربارهٔ زبان پارسی باستان نیز نقل قول جالبی دارد:
«برای یک دانشجوی امروزی، آموختن خط پارسی باستان کمتر از یک ساعت طول می‌کشد. برای یک گویش‌ور تحصیل‌کرده آن زمان، که برایش ابهامات حاصل از قوانین املایی مانعی ایجاد نمی‌کرده‌است، باید کار چند دقیقه باشد.»
تا کنون از وی کتاب‌های زیر در ایران منتشر شده‌است:امپراتوری فراموش شده  و تاریخ ایلام 